# Kim Sang-ok
Kim Sang-ok (né le 15 mars 1920 à Tongyeong et mort le 31 octobre 2004) est un poète sud-coréen. 

## Biographie
Kim Sang-ok est né le 15 mars 1920 à Tongyeong, dans la province de Gyeongsangnam-do, en Corée du Sud. Son nom de plume était Chojeong. Kim fut régulièrement emprisonné pour ses écrits et ses actes jugés réfractaires par le gouvernement japonais en Corée. En 1938, avec Kim Yong-ho et Ham Yun-su, Kim participe au groupe littéraire qui fonde la revue, Orge (Maek), dans lequel il publie ses poèmes, notamment Grains de sable (Morae-al) et Le salon de thé (Dabang) en 1938. Après la Libération en 1945, il enseigne au lycée Masan à Busan. Il décède le 31 octobre 2004.

## Œuvre
Kim commence sa carrière d'écrivain avec l'écriture de sijo (poèmes coréens de forme traditionnelle), avant d'écrire de la poésie de formes plus libres après la Libération. Il incarne l'attitude du poète qui contemple le monde. Plutôt que de vouloir changer les choses, ses poèmes, tels Porcelaine blanche Baekjabu ou Le début de l'hiver (Ipdong), sont des réflexions passives devant le monde. Il incarne la tradition lyrique dans la poésie coréenne en traitant de thèmes liés à la nature, par exemple la lune, les fleurs, les coiffures, etc., éléments dans lesquels il cherche à surmonter les violences du passé. À partir de 1963, il tente de moderniser les formes traditionnelles du shijo avec des compositions en trois lignes ou en trois strophes.